# بی‌نطفگی
بی‌نطفگی یا آزواسپرمی (به انگلیسی: Azoospermia) اختلالی است که در آن تعداد اسپرم‌های مرد در مایع منی صفر می‌گردد. مردان دارای این اختلال دارای میل و عملکرد جنسی طبیعی و صفات ثانویه جنسی طبیعی هستند و فقط مشکل باروری دارند. دو علت کلی آزواسپرمی، انسدادی و غیر انسدادی می‌باشند.

## انواع آزواسپرمی
به سه دسته پیش بیضه‌ای (Pretesticular azoospermia) بیضه‌ای (Testicular azoospermia) و پس بیضه‌ای (Posttesticular azoospermia) تقسیم بندی می‌شوند.
تشخیص آزواسپرمی با اسپرموگرام است. یک درصد مردان آزواسپرمی دارند که علت ۲۰ درصد از ناباروری‌ها در مردان است. درمان آزواسپرمی به عامل ایجادکننده بستگی دارد.